# Lazare Adingono
Lazare Adingono, né le 11 janvier 1978 à Yaoundé au Cameroun, est un joueur et entraîneur camerouno-américain de basket-ball.

## Biographie

### Carrière de joueur
Adingono a joué au basketball à l'université du Rhode Island de 1999 à 2003. Lors de la saison 2002-2003, Adingono était co-capitaine et a terminé troisième de l'équipe en termes de points, avec 11,8 points par match. Il a également été membre de l'équipe nationale de basket-ball du Cameroun.

### Carrière d'entraîneur
Adingono a entraîné l'équipe nationale masculine lors des championnats d'Afrique FIBA 2007 et 2009. De 2006 à 2009, Adingono a été entraîneur adjoint des Canisius Golden Griffins. En avril 2009, Adingono a quitté Canisius.
Adingono est un oncle de l'équipe du Cameroun et du joueur de Petro Atlético, Parfait Bitee.
De mai 2012 à septembre 2020, Adingono a été l'entraîneur principal de l'équipe angolaise de Petro Atlético. Avec Petro, il a remporté un titre continental africain et deux titres de champion.